# Alana Haim
Alana Mychal Haim, conocida como Alana Haim (Los Ángeles, California, 15 de diciembre de 1991), es una cantante, música y actriz estadounidense. Es pianista, guitarrista y vocalista del grupo pop rock Haim, también integrado por sus dos hermanas mayores. En 2020 obtuvo una nominación en los Premios Grammy por el tercer álbum del grupo, Women in Music Part III.
En 2021, Paul Thomas Anderson la dirigió en la película Licorice Pizza, en la cual su interpretación recibió críticas positivas y fue nominada en los Globos de oro, en los Premios BAFTA y los Critics' Choice Award.

## Filmografía
- 2021 - Licorice Pizza, de Paul Thomas Anderson; como Alana Kane